# Tamás Faragó
Tamas Farago, nacido en Budapest el 5 de agosto de 1952, fue un jugador húngaro de waterpolo.

## Biografía
Es considerado uno de los mejores jugadores de waterpolo en la década de 1970 y 1980. 
No pudo tomar parte en las olimpiadas de Los Ángeles 1984 debido al boicot soviético. En cambió jugó en La Habana el 'torneo de la amistad', en el que Hungría quedó segunda por detrás de la Unión Soviética.
Al terminar su carrera de jugador pasó a dirigir la selección de waterpolo femenina de Hungría.

## Clubes
- Vasas ( Hungría)
- Rari Nantes Arenzano ( Italia)

## Títulos
Como jugador de waterpolo de la selección de Hungría
- Plata en los Campeonato Mundial de Waterpolo Masculino de Guayaquil 1982
- Bronce en los juegos olímpicos de Moscú 1980
- Plata en la Copa Tungsram en 1980
- Oro en la Copa FINA en 1979
- Plata en los Campeonato Mundial de Waterpolo Masculino de Berlín 1978
- Oro en el campeonato europeo de waterpolo de Jönköping 1977
- Oro en los juegos olímpicos de Montreal 1976
- Oro en el campeonato europeo de waterpolo de Viena 1974
- Plata en los juegos olímpicos de Múnich 1972
- Oro en la Copa Tungsram en 1972
- Plata en la Copa Jadran en 1971